# Spilosoma feifensis
Spilosoma feifensis is een vlinder uit de familie spinneruilen (Erebidae), onderfamilie beervlinders (Arctiinae). De wetenschappelijke naam van de soort is voor het eerst geldig gepubliceerd in 1986 door Wiltshire.
Deze nachtvlinder komt voor in tropisch Afrika.